# Lacerta (animal)
Lacerta es un género de lagartos perteneciente a la familia Lacertidae. Incluye a nueve especies que se distribuyen por la región paleártica y a otras tres especies ya extintas.

## Especies
Se reconocen a las siguientes especies:
- Lacerta agilis Linnaeus, 1758
- Lacerta bilineata Daudin, 1802
- † Lacerta goliath (subfósil)
- Lacerta media Lantz & Cyrén, 1920
- Lacerta mostoufii Baloutch, 1976
- Lacerta pamphylica Schmidtler, 1975
- Lacerta schreiberi Bedriaga, 1878
- † Lacerta siculimelitensis
- Lacerta strigata Eichwald, 1831
- Lacerta trilineata Bedriaga, 1886
- Lacerta viridis (Laurenti, 1768)